# Achille Locatelli
Achille Locatelli, italijanski rimskokatoliški duhovnik, škof in kardinal, * 15. marec 1856, Seregno, † 5. april 1935.

## Življenjepis
23. decembra 1879 je prejel duhovniško posvečenje.
22. novembra 1906 je bil imenovan za naslovnega nadškofa Tesalonike in za apostolskega internuncija v Argentini; škofovsko posvečenje je prejel 27. decembra istega leta.
8. julija 1916 je bil imenovan za apostolskega nuncija v Belgiji in za apostolskega internuncija v Luksemburgu. 13. julija 1918 je postal apostolski nuncij na Portugalskem.
11. decembra 1922 je bil povzdignjen v kardinala in imenovan za kardinal-duhovnika S. Bernardo alle Terme.
Maja 1923 se je vrnil v Rimsko kurijo kot uradnik.